# Gouvernement Tanner
République de Finlande
Kallio II  Sunila I 
Le gouvernement Tanner est le 14ème gouvernement de la République de Finlande, qui a siégé 370 jours du 13 décembre 1926 au 17 décembre 1927.

## Composition
| Ministre                                                                  | Période                                         | Parti | Parti |
| ------------------------------------------------------------------------- | ----------------------------------------------- | ----- | ----- |
| Premier ministre Väinö Tanner                                             | 13.12.1926 - 17.12.1927                         |       | SDP   |
| Ministre des Affaires étrangères Väinö Voionmaa                           | 13.12.1926 - 17.12.1927                         |       | SDP   |
| Ministre de la Justice Väinö Hakkila                                      | 13.12.1926 - 17.12.1927                         |       | SDP   |
| Ministre de l'Intérieur Rieti Itkonen Olavi Puro                          | 13.12.1926 - 12.4.1927 29.4.1927 - 17.12.1927   |       | SDP   |
| Ministre de la Défense Kaarlo Heinonen                                    | 13.12.1926 - 17.12.1927                         |       | SDP   |
| Ministre des Finances Hannes Ryömä                                        | 13.12.1926 - 17.12.1927                         |       | SDP   |
| Ministre de l'Éducation Julius Ailio                                      | 13.12.1926 - 17.12.1927                         |       | SDP   |
| Ministre de l'Agriculture Mauno Pekkala                                   | 13.12.1926 - 17.12.1927                         |       | SDP   |
| Ministre des transports et des travaux publics Wäinö Wuolijoki Johan Helo | 13.12.1926 - 15.11.1927 15.11.1927 - 17.12.1927 |       | SDP   |
| Ministre du Commerce et de l'Industrie Väinö Hupli                        | 13.12.1926 - 17.12.1927                         |       | SDP   |
| Ministre des Affaires sociales et de la Santé Johan Helo Matti Paasivuori | 13.12.1926 - 15.11.1927 15.11.1927 - 17.12.1927 |       | SDP   |
| Vice-ministre des Affaires sociales Miina Sillanpää                       | 13.12.1926 - 17.12.1927                         |       | SDP   |
| Ministre sans portefeuille Matti Paasivuori                               | 13.12.1926 - 15.11.1927                         |       | SDP   |